# Опатовце (Тренчин)
‎‎‎‎‎‎‎‎‎
Опатовце (словац. Opatovce) — село, громада округу Тренчин, Тренчинський край. Кадастрова площа громади — 2.9 км².
Населення 413 осіб (станом на 31 грудня 2020 року).

## Історія
Опатовце згадується 1113 року.

## Населення
| Рік:            | 1994. | 2004.   | 2014.   | 2024.   |
| --------------- | ----- | ------- | ------- | ------- |
| Кількість осіб: | 407   | 395     | 401     | 433     |
| Різниця:        |       | -2,94 % | +1,51 % | +7,98 % |

| Рік:            | 2023. | 2024.   |
| --------------- | ----- | ------- |
| Кількість осіб: | 432   | 433     |
| Різниця:        |       | +0,23 % |